# Gospodarka niedoboru
Gospodarka niedoboru – pojęcie wprowadzone do teorii ekonomii w roku 1980 przez Janosa Kornaia w pracy pod tym właśnie tytułem (tytuł oryginalny: Economics of Shortage).
Kornai zdefiniował w ten sposób centralnie sterowaną gospodarkę komunistyczną, określając niedobór jako jej cechę immanentną. Książka Kornaia jest klasyczną monografią zagadnienia, przetłumaczoną na wiele języków (w tym stutysięczny nakład w języku chińskim). Praca Kornaia była próbą wytłumaczenia mechanizmów centralnie sterowanej gospodarki nakazowo-rozdzielczej i dała podstawy do opracowania modeli jej transformacji w gospodarkę rynkową w Europie Środkowo-Wschodniej, Rosji i Chinach na przełomie lat 80/90. XX w.
Według Kornaia, sytuacja niedoboru była na rękę planistom komunistycznym. Twierdził, że według marksistowskiej doktryny gospodarczej Związku Radzieckiego, kryzys gospodarczy powstaje przez nadprodukcję. Aby uniknąć kryzysu należy dążyć do gospodarki, gdzie produkcja nie będzie przekraczała wymagań społecznych lub by na rynek wewnętrzny trafiało mniej towarów, niż wynosi produkcja.

## Charakterystyka gospodarki niedoboru

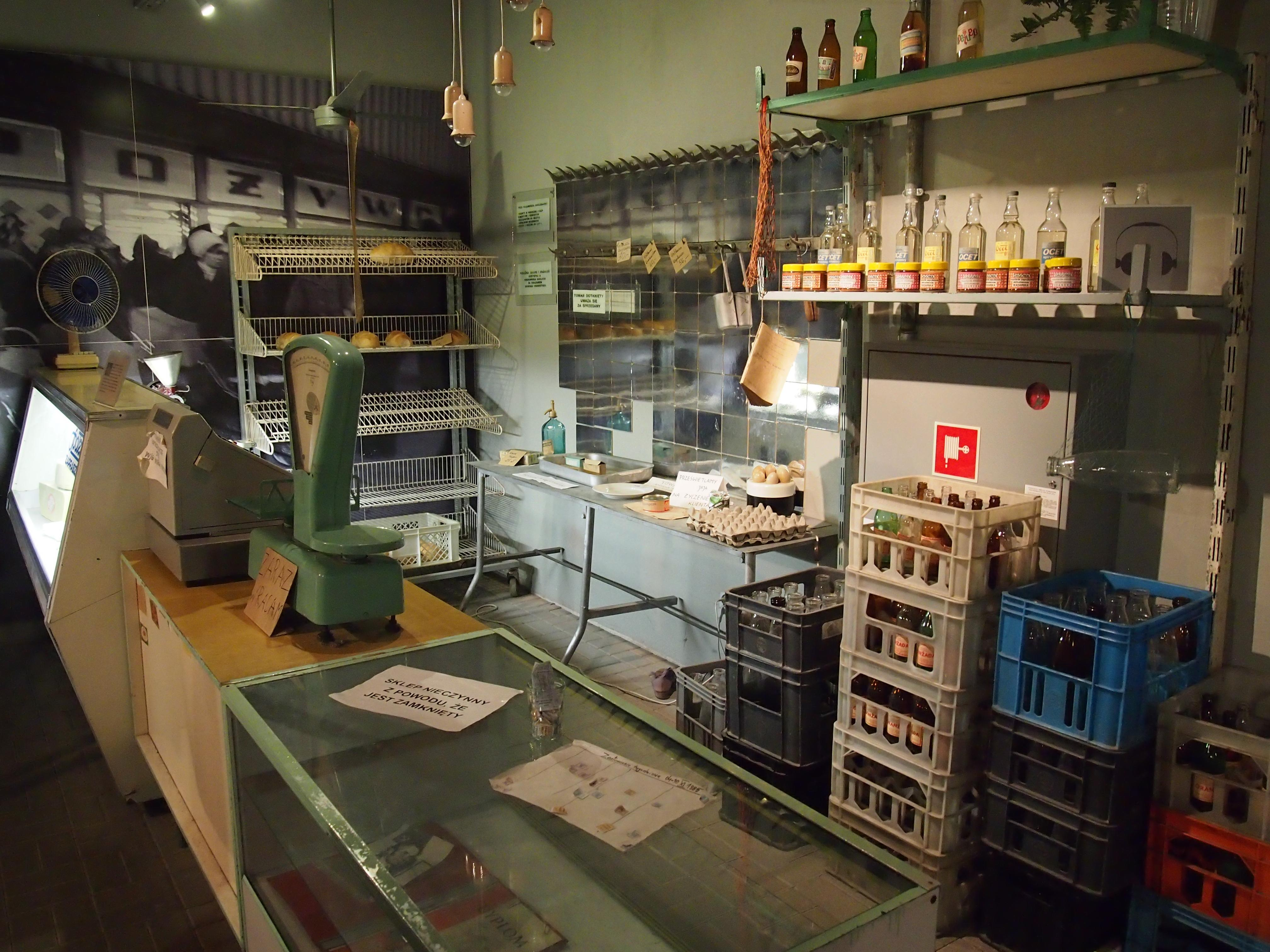
Gospodarka niedoboru: rekonstrukcja sklepu spożywczego z czasów PRL, widoczny niedobór produktów

Kornai podał następujące cechy charakterystyczne gospodarki niedoboru:
- Występowanie niedoborów produktów na rynku, które (niedobory) są:
  - powszechne (dotyczą wszelkich dóbr)
  - częste
  - intensywne
  - chroniczne
  - przedzielane krótkimi okresami nadmiaru
- odwrócenie sytuacji rynkowej nabywcy i sprzedawcy
- wymuszona substytucja dóbr
- wymuszone oszczędności
- miękkie ograniczenia budżetowe producentów (przedsiębiorstwa przynoszące straty i tak dotowane są przez państwo)
- paternalizm
- zduszona inflacja

## Zachowania nabywcy

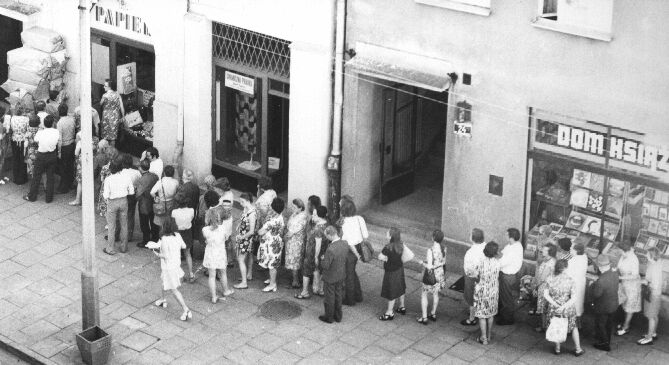
Kolejka po papier toaletowy w latach osiemdziesiątych w Polsce

Według Kornaia zachowania nabywcy w gospodarce niedoboru ująć można w sześciu schematach:
1. Sytuacja normalna. W sklepie jest poszukiwane dobro. Nabywca kupuje je natychmiast. Sytuacja taka zdarza się jednak rzadko.
2. Dobro jest dostępne w sklepie, ale jest go mniej niż potencjalnych nabywców. Trzeba na nie czekać w kolejce. Czasami kolejka formuje się nawet gdy towaru jeszcze nie ma, ale istnieje możliwość, że będzie.
3. W sklepie nie ma poszukiwanego dobra. Klient kupuje więc dobro substytucyjne (margaryna zamiast masła, ołówek zamiast długopisu).
4. W sklepie nie ma poszukiwanego dobra, ale ma się pojawić w przyszłości. Nabywca odkłada więc zakup na przyszłość (wymuszona oszczędność).
5. W sklepie nie ma poszukiwanego dobra i nie ma dobra substytucyjnego. Klient odchodzi nie zaspokoiwszy jednej ze swych potrzeb.
6. W sklepie nie ma poszukiwanego dobra, jest za to inne, niesubstytucyjne dobro. Klient kupuje to dobro w nadziei, że wymieni je na dobro poszukiwane lub po prostu, aby nie mieć poczucia, iż wyszedł z niczym. Zjawisko to jest bardzo niebezpieczne dla gospodarki, gdyż generuje sztuczny popyt na niechciane towary – wysyłając mylące sygnały do producentów.